# 愛麗絲冰川
83°58′S 170°0′E / 83.967°S 170.000°E
愛麗絲冰川是南極洲的冰川，位於沙克爾頓海岸，流經亞歷山德拉皇后山脈，最終在錫羅希角注入比爾德摩爾冰川，由歐內斯特·沙克爾頓率領的英國探險隊發現。